# Gösta Wahlstedt
Gustaf (Gösta) Vilhelm Robert Wahlstedt, född 7 september 1892 i Järfälla församling, Stockholms län, död 31 oktober 1962 i Stockholm, var en svensk företagsledare.
Wahlstedt, som var son till fabrikör Vilhelm Wahlstedt och Sofia Alm, avlade studentexamen vid Norra Latin i Stockholm 1912. Han var tjänsteman i Stockholms Transport- och Bogserings AB 1912–1914, sekreterare i AB Baltic i Stockholm 1914–1915, sekreterare i Centralgruppens Emissions AB 1915–1917, verkställande direktör i Köpmännens Finans AB 1917–1920. Han etablerade en egen firma med konsulterande verksamhet och grundade ett omnibusbolag, sedermera Svenska Omnibusbolaget, 1926, i vilket han var verkställande direktör från 1928.
Wahlstedt var ordförande i Stockholms Omnibusägareförening från 1928, medlem av Sveriges Omnibusägares Riksförbund från 1932 och sakkunnig inom ett antal utredningar rörande bilismen. Han var ordförande i Kapplöpningshästägareföreningen från 1933, ledamot av styrelsen för Stockholms Kapplöpningssällskap och av dess arbetsutskott från 1934 och vice ordförande i Civila Ryttareförbundet från 1930. Han skrev ett flertal artiklar i facktidskrifter.
Han blev riddare av Vasaorden 1939. Wahlstedt är gravsatt på Järfälla kyrkogård.